# 129158 Michaelmellman
129158 Michaelmellman è un asteroide della fascia principale. Scoperto nel 2005, presenta un'orbita caratterizzata da un semiasse maggiore pari a 2,9517798 UA e da un'eccentricità di 0,0360458, inclinata di 11,14525° rispetto all'eclittica.